# San Pablo (San Marcos)
San Pablo – miasto na południowym zachodzie Gwatemali, w departamencie San Marcos. Według danych szacunkowych z 2012 roku liczba mieszkańców wynosiła 24 207 osób. 
San Pablo leży około 34 km na zachód od stolicy departamentu – miasta San Marcos oraz około 22 km na wschód od rzeki Suchiate, będącej w tym miejscu rzeką graniczną pomiędzy Gwatemalą a meksykańskim stanem Chiapas.
Leży na wysokości 610 metrów nad poziomem morza,  u podnóża gór Sierra Madre de Chiapas.

## Gmina San Pablo
Miasto jest także siedzibą władz gminy o tej samej nazwie, która jest jedną z dwudziestu dziewięciu gmin w departamencie. W 2012 roku gmina liczyła 52 947 mieszkańców. Gmina jak na warunki Gwatemali jest niewielka, a jej powierzchnia obejmuje 44 km². Mieszkańcy gminy utrzymują się głównie z rolnictwa. W rolnictwie dominuje uprawa kukurydzy, cytrusów. Zajmują się też pozyskiwaniem lateksu z kauczukowca.